# نهر كارا
نهر كارا هو نهر في شمال دولتي توغو وبنين وينبع من إقليم دونجا في دولة بنين ثم يتجه شمالًا غربًا في اتجاه إقليم كارا في دولة توغو، ويفرغ النهر محتواه في نهر أوتي علي الحدود بين دولتي توغو وغانا
وادي نهر كارا يتم تطويره زراعيًا بمشروع تحت الإنشاء يهدف لإصلاح أكثر من 300 كيلومتر مكعب.